# Севастопольское президентское кадетское училище
Севастопольское президентское кадетское училище — федеральное государственное казённое общеобразовательное учреждение с дополнительными образовательными программами, направленными на проведение военной и военно-морской подготовки несовершеннолетних граждан, находящееся в ведении Министерства обороны Российской Федерации.
С 2016 года — филиал Нахимовского военно-морского училища (г. Санкт-Петербург).

## История
20 марта 2014 года, после аннексии Крыма Россией, министр обороны Российской Федерации Сергей Шойгу обратился к Президенту Российской Федерации Владимиру Путину с предложением о создании в городе Севастополе президентского кадетского училища. Путин согласился с этим и поручил Правительству РФ принять меры по созданию училища. 6 июня 2014 года Правительство РФ издало распоряжение об образовании училища.
Первым начальником училища был назначен контр-адмирал запаса Михайлов Виталий Николаевич.
Процесс обучения начался 1 сентября 2014 года. В этот же день прошли торжества по случаю открытия училища.
В 2015 году в училище открыт класс морской подготовки, в перспективе ожидается открытие классов кораблестроения и морской практики.
В 2016 году, в соответствии с поручением президента Российской Федерации от 19 февраля 2016 года № Пр-342 и решением министра обороны РФ от 24 марта 2016 года, проходила работа по реорганизации Севастопольского и Владивостокского президентских кадетских училищ в филиалы Нахимовского военно-морского училища. 31 августа 2016 года во время посещения Владивостокского президентского кадетского училища  Президент России В. В. Путин объявил о переводе училищ в новый статус — в филиал Нахимовского военно-морского училища.

## Общие сведения
Нормативный срок обучения составляет 7 (семь) лет по очной форме: с 5 по 11 класс. На каждый курс набирается 100 мальчиков, которых разделят на классы по 20 человек. Для изучения иностранных языков каждый класс разделяют на две подгруппы. В целом училище рассчитано на 840 человек.

## Начальники училища
- Михайлов Виталий Николаевич, контр-адмирал запаса (2014—2015);
- Пискайкин Владимир Владимирович, капитан 1 ранга запаса (2015—2017);
- Попов Александр Анатольевич, контр-адмирал запаса (2017 — 2023);
- Шишкин Андрей Николаевич, контр-адмирал запаса (с 2023).

## Галерея

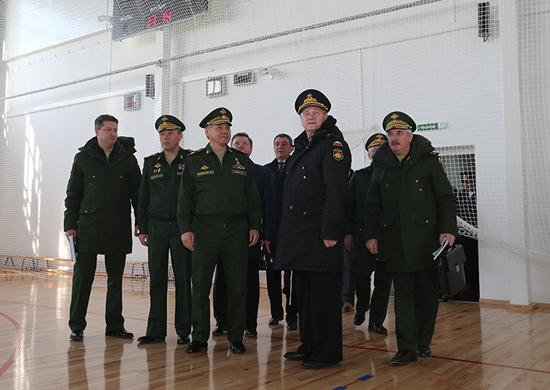
Министр обороны РФ Сергей Шойгу в стенах училища, 10 марта 2015
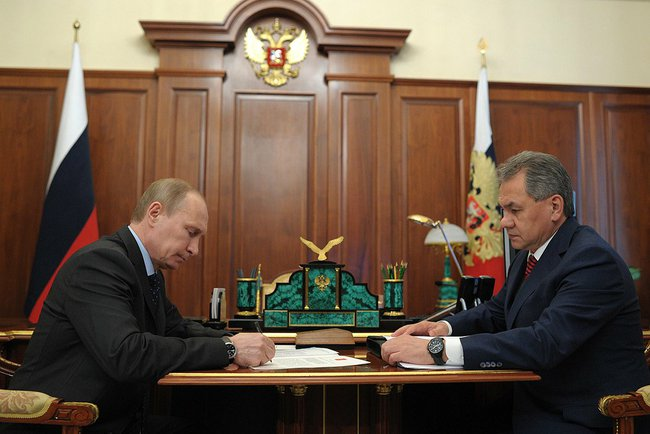
Владимир Путин подписывает Распоряжение о создании училища, 20 марта 2014 года
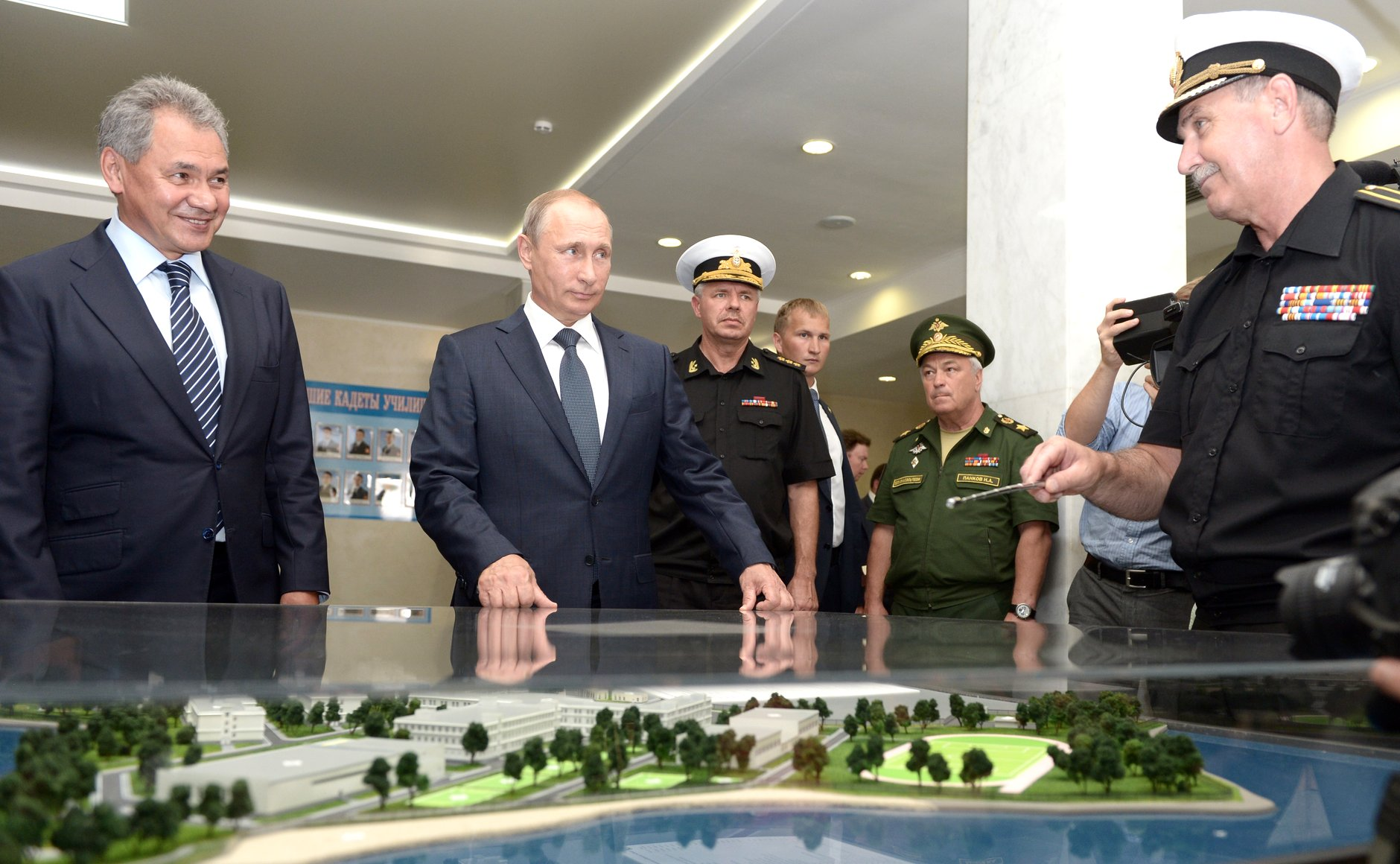
Владимир Путин и Сергей Шойгу в училище, 19 августа 2014 года
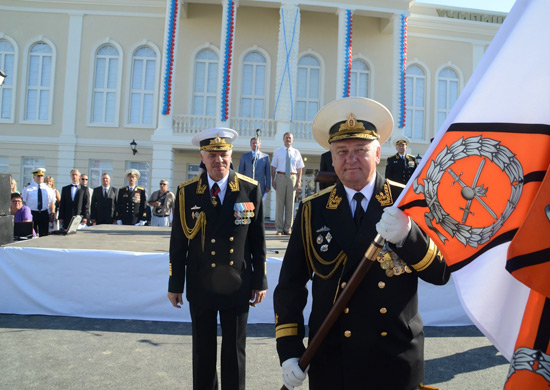
Командующий ЧФ РФ А. Витко вручил знамя начальнику училища, 1 сентября 2014 года